# Sahansaari (del av en ö)
Sahansaari är en del av en ö i Finland.   Den ligger i kommunen Kemi i den ekonomiska regionen  Kemi-Torneå  och landskapet Lappland, i den norra delen av landet, 600 km norr om huvudstaden Helsingfors. Arean är 0,54 kvadratkilometer.
Terrängen på Sahansaari är mycket platt. Den sträcker sig 1,8 kilometer i nord-sydlig riktning, och 0,5 kilometer i öst-västlig riktning.